# Pastashaus
Das Pastashaus (altgriechisch παστάς pastas „Vorhalle“) ist ein bestimmter griechischer Haustyp, für den es vor allem in Olynth zahlreiche Belege gibt und der sich von Nordgriechenland aus verbreitet zu haben scheint. Weitere Haustypen sind unter anderem das seit der Bronzezeit verbreitete Megaron, das sich aus dem Megaron, verschmolzen mit dem mediterranen Hofhaus, entwickelte Prostashaus und das im Hellenismus weit verbreitete Peristylhaus. 

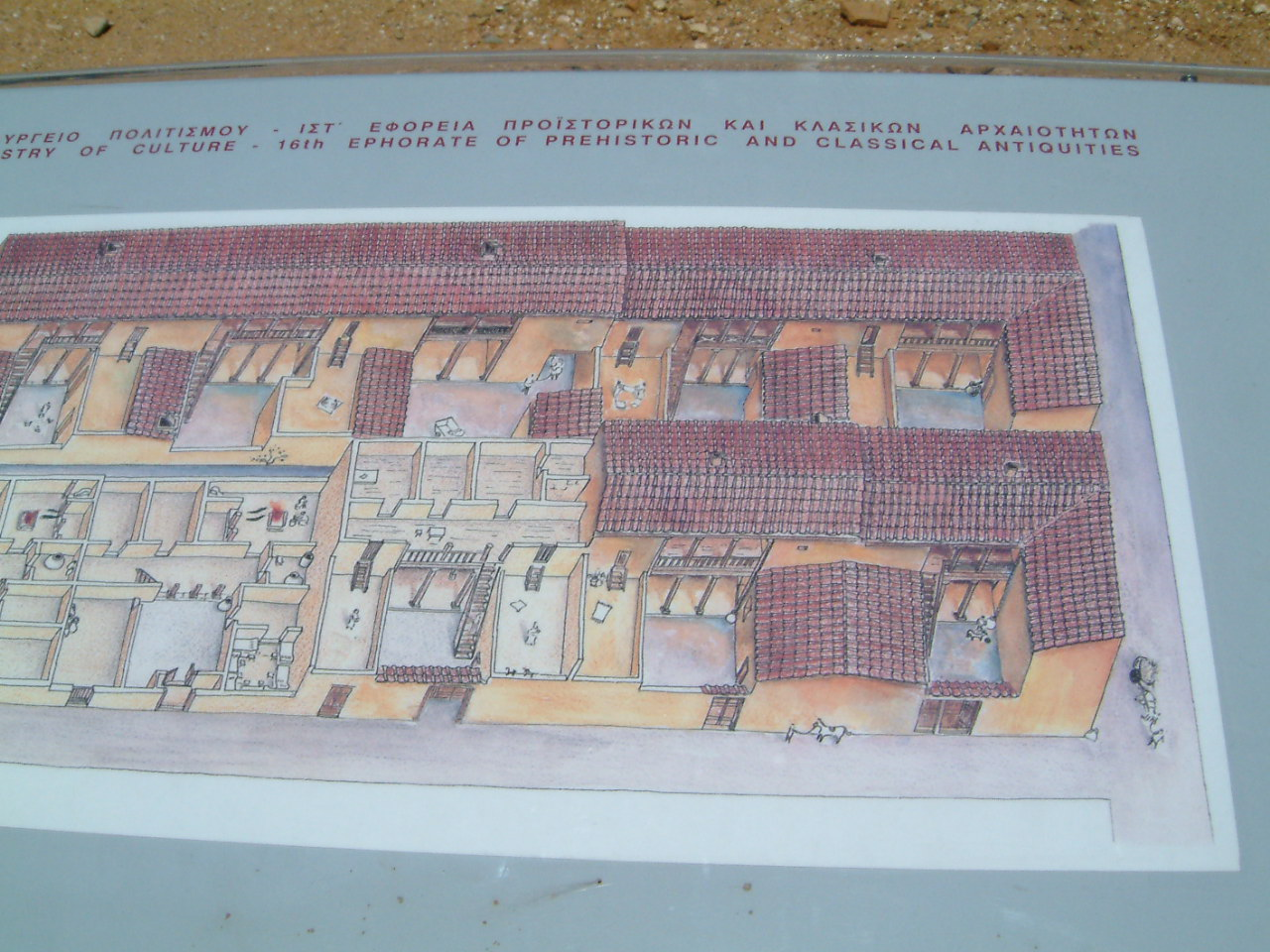
Rekonstruktionsvorschlag der Häuser auf dem Nordhügel von Olynth

Das typische Pastashaus in Olynth ist zweistöckig und besitzt ein mit lakonischen Tonziegeln gedecktes Pultdach. Die Grundfläche ist quadratisch und misst etwa 17 × 17 Meter. Daraus ergeben sich, den Hof nicht mitgerechnet, ungefähr 500 m² Wohnfläche. Der Zugang zum Pastashaus liegt auf der Südseite und führt zunächst in eine kleine Vorhalle, das Prothyron. Oft führt von hier aus eine weitere Vorhalle in das Speisezimmer der Männer (Andron). An dessen Wänden stehen erhöht die Klinen, den Fußboden schmückt oft ein Kieselmosaik. Vom Prothyron aus gelangt man auf den gepflasterten Hof (Aulê). Dieser besitzt entweder an einer oder an mehreren Seiten Säulengänge. In einer Ecke des Hofes findet sich die Treppe zum Obergeschoss.
Nördlich an den Hof schließt sich eine meist die ganze Hausbreite einnehmende Querhalle, die Pastas, nach der der Haustyp benannt ist, an. Entweder im Hof oder in dieser Pastas hat der Hausaltar seinen Platz. Wiederum nördlich der Pastas sind die wichtigsten Wohnräume angeordnet. Im Hauptraum (Oikos) befindet sich der Herd, daneben die nicht sehr große Küche (Optanion), die auch als Rauchabzug für den Oikos dient. Mitunter besitzen Pastashäuser in diesem Bereich auch ein Badezimmer (Balaneion), nicht aber Latrinen. Außer dem Hauptraum liegen hier noch weitere Wohnräume (Diaiteria).
Das Pastashaus hat kaum Fenster nach der Außenseite, sondern die Räume erhalten Licht und Luft von der Hofseite her. Mitunter verfügt ein Pastashaus auch noch über einen Laden an der Straßenseite, der aber vom Wohnbereich vollkommen getrennt ist. 
Die Fundamente und die Wandsockel weisen eine Dicke von etwa 50 Zentimetern auf und sind aus Bruchstein gemauert. Nach oben schließen sich Lehmziegelmauern an, die verputzt (meist rot, weiß oder blau) und stuckiert sind. Durch eingeritzte Linien wird im unteren Bereich Quaderwerk vorgetäuscht.